# Wjoksa (Kostroma)
Die Wjoksa (russisch Вёкса) ist ein linker Nebenfluss der Kostroma in der Oblast Kostroma.
Die Wjoksa bildet den Abfluss des auf den Galitscher Höhen gelegenen Galitscher Sees. Sie schlängelt sich durch die sumpfige Waldlandschaft in überwiegend westlicher Richtung. Schließlich erreicht sie die 40 km westlich gelegene Stadt Bui,
wo sie in das linke Flussufer der Kostroma mündet. 
Die Wjoksa hat eine Länge von 84 km. Sie entwässert ein Areal von 2880 km².
Bei Flusskilometer 63 trifft ihr bedeutendster und gleichzeitig wasserreicherer Nebenfluss, die Nolja, von rechts auf die Wjoksa.